# Просиков, Анатолий Владимирович
Анатолий Владимирович Просиков (род. 1 мая 1945) — советский футболист. Играл на позиции нападающего и  полузащитника. Наиболее известен по игре за ЦСКА, с которым выиграл бронзовые медали чемпионата СССР 1965.

## Биография
Воспитанник подмосковного футбола. С 1963 года в ЦСКА. Впервые вышел в основе клуба в августе 1965 в матче с кутаисским «Торпедо», причём уже на 11-й минуте первого же матча за команду мастеров забил, ударом с левого фланга под перекладину после навеса Александра Шимановича. Но этого не помогло Просикову закрепиться в основе, после этого он вышел на замену в сентябрьском матче с ростовским СКА, а в основе появился только ещё раз, в октябре, в матче с «Спартаком». Да и то лишь потому, что в этом матче тренеры команды в воспитательных целях оставили на скамейке ведущего форварда команды Владимира Федотова за отказ выступать на фланге. Что снизило атакующую мощь ЦСКА, так что во втором тайме Федотов заменил Просикова. После Просиков за основу ЦСКА не выступал. По итогам сезона ЦСКА с Просиковым в составе получил бронзовые медали.
В 1966 году перешёл в другой армейский клуб высшей лиги - СКА Одесса, в котором весь сезон провёл в основе. После этого выступал за команды низших лиг, сначала за севастопольский СКЧФ в 1967. Затем, в 1968 перешёл в липецкий «Металлург», за который провёл более 100 матчей за 4 сезона. 
В 1970 «Металлург», будучи клубом второй лиги, впервые в истории вышел в 1/16 Кубка СССР, где встретился с клубом высшей лиги, одесским «Черноморцем». Первый матч прошёл в Одессе на стадионе ЧМП, где Просиков ранее два сезона выступал за местный СКА. Липчане открыли счёт, а на 36-й минуте Просиков первым оказался на подборе после выноса мяча, освободился от опекуна и ударом из-за штрафной забил 2-й гол. Матч закончился со счётом 2:2. В ответной игре на стадионе «Металлург» снова липчане открыли счёт, Просиков был одним из самых активных в атаке. Но «Черноморец» снова сравнял счёт после ошибки липчанина Анатолия Щеблякова, который был товарищем Просикова по команде и в ЦСКА, и удара одессита Шимановича, также бывшего товарища Просикова по армейскому клубу. По регламенту, после 2 ничьих в следующую стадию прошёл «Черноморец», как клуб, делегировавший в сборную того сезона больше игроков (а именно, Валерия Поркуяна). Но этот результат остался лучшим для липецкого клуба вплоть до Кубка СССР 1985/1986.
В 1971 закончил карьеру. По состоянию на 2017 год проживает в Москве.

## Статистика
| Клуб             | Див              | Сезон            | Чемпионат | Чемпионат | Кубки | Кубки | Итого за сезон | Итого за сезон |
| Клуб             | Див              | Сезон            | Игры      | Голы      | Игры  | Голы  | Игры           | Голы           |
| ---------------- | ---------------- | ---------------- | --------- | --------- | ----- | ----- | -------------- | -------------- |
| ЦСКА             | A                | 1965             | 3         | 1         | 0     | 0     | 3              | 1              |
| ЦСКА             | Итого за клуб    | Итого за клуб    | 3         | 1         | 0     | 0     | 3              | 1              |
| СКА Одесса       | A                | 1966             | 29        | 2         | 1     | 0     | 30             | 2              |
| СКА Одесса       | Итого за клуб    | Итого за клуб    | 29        | 2         | 1     | 0     | 30             | 2              |
| СКЧФ             | В                | 1967             | 32        | 4         | 0     | 0     | 32             | 4              |
| СКЧФ             | Итого за клуб    | Итого за клуб    | 32        | 4         | 0     | 0     | 32             | 4              |
| Металлург Липецк | Б                | 1968             | 37        | 2         | 1     | 0     | 38             | 2              |
| Металлург Липецк | Б                | 1969             | 32        | 5         | 0     | 0     | 32             | 5              |
| Металлург Липецк | В                | 1970             | 40        | 9         | 4     | 2     | 44             | 11             |
| Металлург Липецк | Итого за клуб    | Итого за клуб    | 109       | 16        | 5     | 2     | 114            | 18             |
| Всего за карьеру | Всего за карьеру | Всего за карьеру | 173       | 23        | 6     | 2     | 179            | 25             |

## Достижения

### Командные
ЦСКА
- Бронзовый призёр чемпионата СССР (1): 1965[6]